# Abdul Rahman Oues
Abdul Rahman Oues (in greco Αμπντούλ Ραχμάν Ουές?; Atene, 14 giugno 1998) è un calciatore siriano con cittadinanza greca, difensore dell'Īraklīs e della nazionale siriana.

## Carriera

### Club
Ha giocato nella prima divisione greca.

### Nazionale
Tra il 2019 ed il 2020 ha giocato 5 partite con la nazionale greca Under-21.
Successivamente ha scelto di rappresentare la Siria, con la cui nazionale maggiore ha esordito nel 2021. Nel 2023 ha partecipato alla Coppa d'Asia.

## Statistiche

### Cronologia presenze e reti in nazionale
| Cronologia completa delle presenze e delle reti in nazionale ― Siria | Cronologia completa delle presenze e delle reti in nazionale ― Siria | Cronologia completa delle presenze e delle reti in nazionale ― Siria | Cronologia completa delle presenze e delle reti in nazionale ― Siria | Cronologia completa delle presenze e delle reti in nazionale ― Siria | Cronologia completa delle presenze e delle reti in nazionale ― Siria | Cronologia completa delle presenze e delle reti in nazionale ― Siria | Cronologia completa delle presenze e delle reti in nazionale ― Siria |
| Data                                                                 | Città                                                                | In casa                                                              | Risultato                                                            | Ospiti                                                               | Competizione                                                         | Reti                                                                 | Note                                                                 |
| -------------------------------------------------------------------- | -------------------------------------------------------------------- | -------------------------------------------------------------------- | -------------------------------------------------------------------- | -------------------------------------------------------------------- | -------------------------------------------------------------------- | -------------------------------------------------------------------- | -------------------------------------------------------------------- |
| 7-10-2021                                                            | Seul                                                                 | Corea del Sud                                                        | 2 – 1                                                                | Siria                                                                | Qual. Mondiali 2022                                                  | -                                                                    |                                                                      |
| Totale                                                               |                                                                      | Presenze                                                             | 1                                                                    |                                                                      | Reti                                                                 | 0                                                                    |                                                                      |

## Palmarès

### Club

#### Competizioni nazionali
- Souper Ligka Ellada 2: 1

Athens Kallithea: 2023-2024 (gruppo B)